# Dilys Powell
Elizabeth Dilys Powell (née le 20 juillet 1901 à Bridgnorth, Shropshire, et morte le 3 juin 1995 à Londres) est une écrivaine et journaliste britannique.

## Biographie
Elizabeth Dilys Powell est principalement connue pour ses critiques cinématographiques publiées dans le magazine Sunday Times de 1940 à 1976. Elle est souvent associée à sa rivale C. A. Lejeune publiée dans le magazine The Observer de 1928 à 1960.